# Open Nederlandse kampioenschappen zwemmen 2012
De Open Nederlandse kampioenschappen zwemmen 2012 werden gehouden van 8 tot en met 10 juni 2012 in het Sloterparkbad in Amsterdam.

## Wedstrijdschema
Hieronder het geplande tijdschema van de wedstrijd, alle aangegeven tijdstippen zijn Midden-Europese Tijd.
| Vrijdag 08/06 | Zaterdag 09/06 | Zondag 10/06 |
| --- | --- | --- |
| Series - vanaf 9:00 uur | | |
| 400 m vrij mannen 400 m vrij vrouwen 200 m rug mannen 200 m rug vrouwen 100 m school mannen 100 m school vrouwen 200 m vlinder mannen 200 m vlinder vrouwen 50 m vrij mannen 50 m vrij vrouwen 200 m wissel mannen 200 m wissel vrouwen 4×200 m vrij mannen 4×100 m vrij vrouwen | 100 m vlinder vrouwen 100 m vlinder mannen 200 m school vrouwen 200 m school mannen 50 m rug vrouwen 50 m rug mannen 400 m wissel mannen 200 m vrij vrouwen 200 m vrij mannen 800 m vrij vrouwen 800 m vrij mannen 4×100 m wissel vrouwen 4×100 m vrije mannen | 100 m vrij mannen 100 m vrij vrouwen 100 m rug mannen 100 m rug vrouwen 50 m school mannen 50 m school vrouwen 400 m wissel vrouwen 50 m vlinder mannen 50 m vlinder vrouwen 1500 m vrij mannen 1500 m vrije vrouwen 4×100 m wissel mannen 4×200 m vrij vrouwen |
| Finales - vanaf 16:30 uur | | |
| 400 m vrij mannen 400 m vrij vrouwen 200 m rug mannen 200 m rug vrouwen 100 m school mannen 100 m school vrouwen 200 m vlinder mannen 200 m vlinder vrouwen 50 m vrij mannen 50 m vrij vrouwen 200 m wissel mannen 200 m wissel vrouwen 4×200 m vrij mannen 4×100 m vrij vrouwen | 100 m vlinder vrouwen 100 m vlinder mannen 200 m school vrouwen 200 m school mannen 50 m rug vrouwen 50 m rug mannen 400 m wissel mannen 200 m vrij vrouwen 200 m vrij mannen 800 m vrij vrouwen 800 m vrij mannen 4×100 m wissel vrouwen 4×100 m vrije mannen | 100 m vrij mannen 100 m vrij vrouwen 100 m rug mannen 100 m rug vrouwen 50 m school mannen 50 m school vrouwen 400 m wissel vrouwen 50 m vlinder mannen 50 m vlinder vrouwen 1500 m vrij mannen 1500 m vrije vrouwen 4×100 m wissel mannen 4×200 m vrij vrouwen |

## Medailles

### Legenda
- WR = Wereldrecord
- ER = Europees record
- NR = Nederlands record

### Mannen
| Onderdeel            | Goud                                                                                   | Goud     | Zilver                                                                           | Zilver   | Brons                                                                        | Brons    |
| -------------------- | -------------------------------------------------------------------------------------- | -------- | -------------------------------------------------------------------------------- | -------- | ---------------------------------------------------------------------------- | -------- |
| Vrije slag           |                                                                                        |          |                                                                                  |          |                                                                              |          |
| 50 m                 | Jasper van Mierlo Eiffel Swimmers PSV                                                  | 22,39    | Sebastiaan Verschuren NZA                                                        | 23,04    | Stijn Depypere België                                                        | 23,22    |
| 100 m                | Sebastiaan Verschuren NZA                                                              | 49,59    | Jasper van Mierlo Eiffel Swimmers PSV                                            | 50,70    | Steven Nonnekes Eiffel Swimmers PSV                                          | 51,45    |
| 200 m                | Sebastiaan Verschuren NZA                                                              | 1.48,73  | Dion Dreesens Eiffel Swimmers PSV                                                | 1.49,20  | Gard Kvale Noorwegen                                                         | 1.50,51  |
| 400 m                | Sebastiaan Verschuren NZA                                                              | 3.53,74  | Dion Dreesens Eiffel Swimmers PSV                                                | 3.55,87  | Davy Verreussel HGN (SG)                                                     | 4.00,46  |
| 800 m                | Job Kienhuis Eiffel Swimmers PSV                                                       | 8.00,76  | Maarten Brzoskowski Eiffel Swimmers PSV                                          | 8.18,56  | Rowan Keen ZC Borger                                                         | 9.14,38  |
| 1500 m               | Job Kienhuis Eiffel Swimmers PSV                                                       | 15.17,60 | Maarten Brzoskowski Eiffel Swimmers PSV                                          | 15.54,21 | Davy Verreussel HGN (SG)                                                     | 15.58,95 |
| Rugslag              |                                                                                        |          |                                                                                  |          |                                                                              |          |
| 50 m                 | Nick Driebergen NZA                                                                    | 25,58    | Jan Kersten De Columbiaan                                                        | 26,28    | Stijn Depypere België                                                        | 26,72    |
| 100 m                | Nick Driebergen NZA                                                                    | 54,86    | Sverre Eschweiler NZA                                                            | 57,56    | Ramunas Paknys Litouwen                                                      | 59,16    |
| 200 m                | Nick Driebergen NZA                                                                    | 1.59,26  | Jos de Graaf Eiffel Swimmers PSV                                                 | 2.06,88  | Sverre Eschweiler NZA                                                        | 2.07,05  |
| Schoolslag           |                                                                                        |          |                                                                                  |          |                                                                              |          |
| 50 m                 | Timon Evenhuis GZ TriVia                                                               | 28,68    | Bram Dekker Eiffel Swimmers PSV                                                  | 29,20    | Pieter Jan de Vries AZ&PC                                                    | 29,35    |
| 100 m                | Lennart Stekelenburg NZA                                                               | 1.01,96  | Stefan Hazeleger RTC Drachten                                                    | 1.03,27  | Bram Dekker Eiffel Swimmers PSV                                              | 1.03,36  |
| 200 m                | Lennart Stekelenburg NZA                                                               | 2.16,56  | Stefan Hazeleger RTC Drachten                                                    | 2.17,12  | Jordan Kraaijenhof AZ&PC                                                     | 2.22,45  |
| Vlinderslag          |                                                                                        |          |                                                                                  |          |                                                                              |          |
| 50 m                 | Joeri Verlinden NZA                                                                    | 24,21    | Tim van Deutekom DWK                                                             | 24,77    | Mike Marissen RTC Drachten                                                   | 24,88    |
| 100 m                | Joeri Verlinden NZA                                                                    | 52,84    | Jens Bakker NZA                                                                  | 55,07    | Mike Marissen RTC Drachten                                                   | 55,38    |
| 200 m                | Joeri Verlinden NZA                                                                    | 2.00,99  | Sindri Thor Jakobsson Noorwegen                                                  | 2.01,28  | Fabian Beimin AZ&PC                                                          | 2.03,69  |
| Wisselslag           |                                                                                        |          |                                                                                  |          |                                                                              |          |
| 200 m                | Mike Marissen RTC Drachten                                                             | 2.03,83  | Sébas van Lith RTC Drachten                                                      | 2.04,03  | Bram Dekker Eiffel Swimmers PSV                                              | 2.05,48  |
| 400 m                | Sébas van Lith RTC Drachten                                                            | 4.25,04  | Jens Bakker NZA                                                                  | 4.32,00  | Davy Verreussel HGN (SG)                                                     | 4.34,72  |
| Vrije slag estafette |                                                                                        |          |                                                                                  |          |                                                                              |          |
| 4×100 m              | Eiffel Swimmers PSV 1 Dion Dreesens Steven Nonnekes Geert Lantink Jasper van Mierlo    | 3.24,40  | MNC Dordrecht 1 Arjan van der Plaat Djemail Ashruf Mark Baars Jeroen Baars       | 3.27,78  | AZ&PC 1 Aziz Nosairi Kingue Struijf Pieter Jan de Vries Fabian Beimin        | 3.33,10  |
| 4×200 m              | Eiffel Swimmers PSV 2 Kyle Stolk Stan Pijnenburg Date van der Zaag Maarten Brzoskowski | 7.46,61  | Eiffel Swimmers PSV 1 Steven Nonnekes Dennis Overhage Jos de Graaf Geert Lantink | 7.50,33  | MNC Dordrecht 1 Mark Baars Victor Poot John Smit Jeroen Baars                | 7.55,18  |
| Wisselslagestafette  |                                                                                        |          |                                                                                  |          |                                                                              |          |
| 4×100 m              | DWK 1 Joost Groeneveld Stefan Hazeleger Tim van Deutekom Rutger Sloof                  | 3.52,37  | Eiffel Swimmers PSV 1 Jos de Graaf Bram Dekker Steven Nonnekes Geert Lantink     | 3.52,84  | De Dolfijn 2 Ruben Dekker Lennart Stekelenburg Bo Wullings Stanley Vleerlaag | 3.53,77  |

### Vrouwen
| Onderdeel            | Goud                                                                          | Goud     | Zilver                                                                                       | Zilver   | Brons                                                             | Brons    |
| -------------------- | ----------------------------------------------------------------------------- | -------- | -------------------------------------------------------------------------------------------- | -------- | ----------------------------------------------------------------- | -------- |
| Vrije slag           |                                                                               |          |                                                                                              |          |                                                                   |          |
| 50 m                 | Hinkelien Schreuder Eiffel Swimmers PSV                                       | 25,14    | Jolien Sysmans België                                                                        | 25,69    | Henriette Brekke Noorwegen                                        | 25,76    |
| 100 m                | Saskia de Jonge RTC Drachten                                                  | 56,17    | Rieneke Terink Eiffel Swimmers PSV                                                           | 56,56    | Katarina Filova Slowakije                                         | 56,59    |
| 200 m                | Cecilie Johanessen Noorwegen                                                  | 2.01,60  | Katarina Filova Slowakije                                                                    | 2.01,86  | Rieneke Terink Eiffel Swimmers PSV                                | 2.01,91  |
| 400 m                | Esmee Vermeulen NZA                                                           | 4.16,31  | Rieneke Terink Eiffel Swimmers PSV                                                           | 4.16,46  | Judith Stap Eiffel Swimmers PSV                                   | 4.17,87  |
| 800 m                | Judith Stap Eiffel Swimmers PSV                                               | 8.46,92  | Esmee Vermeulen NZA                                                                          | 8.54,09  | Leonie van Noort De Zijl/LGB                                      | 9.03,95  |
| 1500 m               | Leonie van Noort De Zijl/LGB                                                  | 17.27,98 | Marion van den Berg DWK                                                                      | 17.34,62 | Anouque Berghuis De Zijl/LGB                                      | 17.47,93 |
| Rugslag              |                                                                               |          |                                                                                              |          |                                                                   |          |
| 50 m                 | Maaike de Waard RTC Dordrecht                                                 | 29,53    | Kira Toussaint NZA                                                                           | 29,70    | Jasmijn Verhaegen België                                          | 29,82    |
| 100 m                | Annemarie Worst NZA                                                           | 1.03,07  | Maaike de Waard RTC Dordrecht                                                                | 1.03,96  | Katarína Listopadová Slowakije                                    | 1.04,15  |
| 200 m                | Kira Toussaint NZA                                                            | 2.13,15  | Annemarie Worst NZA                                                                          | 2.15,64  | Maaike de Waard RTC Dordrecht                                     | 2.18,82  |
| Schoolslag           |                                                                               |          |                                                                                              |          |                                                                   |          |
| 50 m                 | Moniek Nijhuis NZA                                                            | 31,75    | Anouk Elzerman NZA                                                                           | 32,65    | Lona Kroese De Dolfijn                                            | 32,69    |
| 100 m                | Moniek Nijhuis NZA                                                            | 1.08,59  | Katharina Stiberg Noorwegen                                                                  | 1.10,09  | Tessa Brouwer NZA                                                 | 1.11,69  |
| 200 m                | Loes Zanderink Eiffel Swimmers PSV                                            | 2.34,00  | Lia Dekker De Dolfijn                                                                        | 2.36,80  | Tessa Brouwer NZA                                                 | 2.37,33  |
| Vlinderslag          |                                                                               |          |                                                                                              |          |                                                                   |          |
| 50 m                 | Elinore de Jong De Otter het Gooi                                             | 27,20    | Kelly de Jong AZ&PC                                                                          | 27,23    | Tamara van Vliet NZA                                              | 27,47    |
| 100 m                | Hinkelien Schreuder Eiffel Swimmers PSV                                       | 59,94    | Kelly de Jong AZ&PC                                                                          | 1.01,24  | Katarína Listopadová Slowakije                                    | 1.01,59  |
| 200 m                | Cynthia Verkaik ZV Orca                                                       | 2.21,41  | Malissa van de Heuvel Eiffel Swimmers PSV                                                    | 2.24,59  | Anouque Berghuis De Zijl/LGB                                      | 2.26,70  |
| Wisselslag           |                                                                               |          |                                                                                              |          |                                                                   |          |
| 200 m                | Katarína Listopadová Slowakije                                                | 2.17,43  | Lona Kroese De Dolfijn                                                                       | 2.17,60  | Joëlle Scheps Eiffel Swimmers PSV                                 | 2.19,06  |
| 400 m                | Lieke Verouden Racing Club                                                    | 4.50,46  | Annick Van Westendorp Zwitserland                                                            | 4.55,00  | Marjolein Delno DWK                                               | 5.00,83  |
| Vrije slag estafette |                                                                               |          |                                                                                              |          |                                                                   |          |
| 4×100 m              | Eiffel Swimmers PSV 1 Joëlle Scheps Judith Stap Manon Minneboo Rieneke Terink | 3.47,66  | De Dolfijn 1 Kira Toussaint Willemijn Knot Anja van der Hout Lona Kroese                     | 3.49,86  | AZ&PC 1 Denise van Ark Kelly de Jong Laura Moolenaar Lotte Wilms  | 3.52,35  |
| 4×200 m              | De Dolfijn 1 Lona Kroese Willemijn Knot Anja van der Hout Esmee Vermeulen     | 8.20,25  | Eiffel Swimmers PSV 1 Merle Verkijk Judith Stap Rieneke Terink Lenneke van Schaik            | 8.21,33  | AZ&PC 1 Kelly de Jong Macy Oortwijn Lotte Wilms Denise van Ark    | 8.28,48  |
| Wisselslagestafette  |                                                                               |          |                                                                                              |          |                                                                   |          |
| 4×100 m              | De Dolfijn 1 Kira Toussaint Moniek Nijhuis Willemijn Knot Lona Kroese         | 4.08,64  | Eiffel Swimmers PSV 1 Wendy van der Zanden Loes Zanderink Hinkelien Schreuder Rieneke Terink | 4.12,29  | AZ&PC 1 Laura Moolenaar Larissa Brak Kelly de Jong Denise van Ark | 4.19,54  |